# Max Terhune
Max Terhune (12 de febrero de 1891 – 5 de junio de 1973) fue un actor cinematográfico estadounidense. A lo largo de su carrera, desarrollada entre 1936 y 1956, actuó en casi 70 filmes, la mayor parte de género western de serie B.

## Biografía
Nacido en Franklin, Indiana, Terhune actuó en 21 episodios de The Three Mesquiteers (junto a Robert Livingston y Ray "Crash" Corrigan en la serie de Republic Pictures). Otras de sus actuaciones fueron: The Range Busters, de Monogram Pictures, en 24 entregas junto a Ray Corrigan y John King; varios papeles de reparto con Gene Autry para Republic; westerns de Monogram interpretados por Johnny Mack Brown. Terhune interpretaba al compañero cómico, usualmente bajo el nombre de Lullaby Joslin o Alibi, viajando siempre con su muñeco de ventriloquia Elmer. 
Terhune era, no solo un espléndido ventrílocuo, sino también un competente mago. Su fuerte eran los trucos de cartas, que a menudo interpretaba en sus películas. En sus primeras actuaciones en el vodevil hacía malabarismos e imitaciones, habilidades que ahora incorporaba a sus papeles. 
En 1933 entró a formar parte, junto a Gene Autry, del programa radiofónico National Barn Dance. Autry fue quien le hizo entrar en Republic Pictures. Su último papel tuvo lugar en una película de primera categoría en Hollywood, Gigante, en la cual interpretaba un papel dramático, el del Doctor Walker.
Terhune estuvo casado con Maude Cassady, con la que tuvo tres hijos: Roltaire, Robert, y Maxine.
Max Terhune falleció en Cottonwood, Arizona, en 1973, a causa de un ataque al corazón y un ictus.

## Filmografía seleccionada
- Ghost-Town Gold (1936)
- Ride Ranger Ride (1936)
- Gunsmoke Ranch (1937)
- Riders of the Whistling Skull (1937)
- Hit the Saddle (1937)
- Pals of the Saddle (1938)
- Overland Stage Raiders (1938)
- Santa Fe Stampede (1938)
- Red River Range (1938)
- Man of Conquest (1939)
- The Night Riders (1939)
- Three Texas Steers (1939)
- Underground Rustlers (1941)
- Saddle Mountain Roundup (1941)
- Trail Riders (1942)
- Texas to Bataan (1942)
- Gigante (1956) (Sin acreditar)